# Körperkreislauf

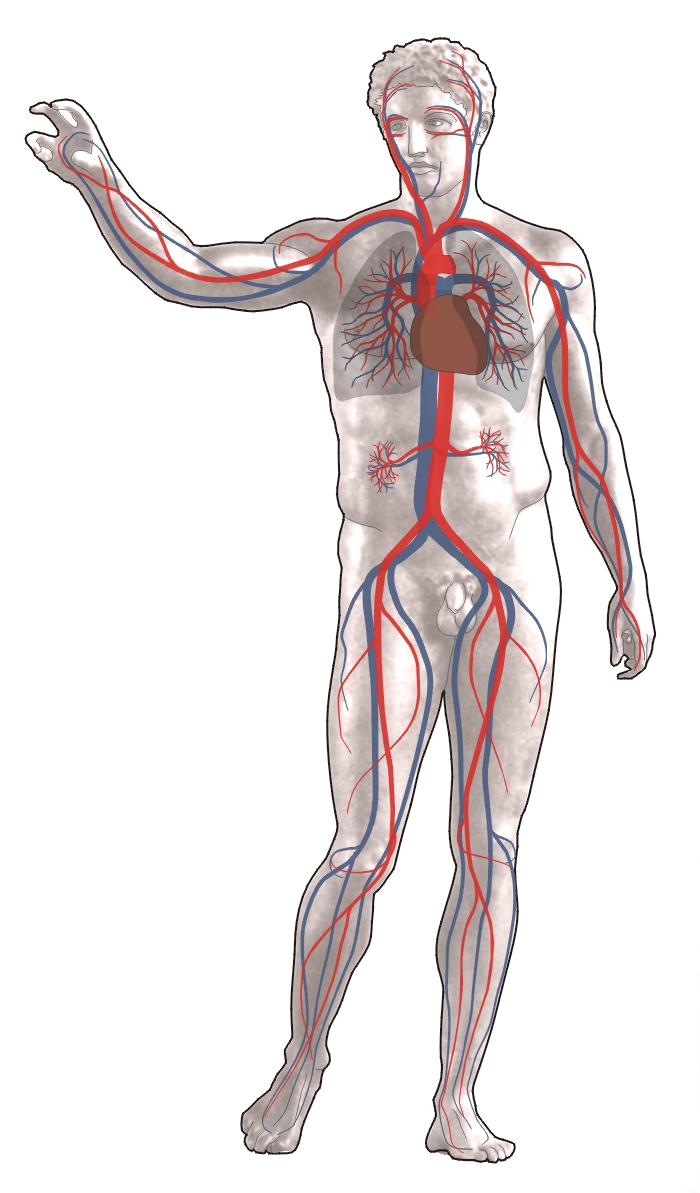
Schema des Blutkreislaufs beim Menschen:
rot = sauerstoffreiches Blut
blau = sauerstoffarmes Blut. Im Bild fehlt die Verbindung der Arteriolen mit den Venolen in der Peripherie durch Kapillargefäße (Haargefäße)

Der Körperkreislauf ist der Teil des Blutkreislaufs der Menschen und der wechselwarmen Wirbeltiere, der das Blut durch den größten Teil des Körpers leitet. Deswegen spricht man auch vom großen Kreislauf. Ihm gegenüber steht der (kleine) Lungenkreislauf, in dem Blut zu und aus den Lungenlappen transportiert wird. Erst nach Durchlaufen beider Teile ist der Blutkreislauf vollständig geschlossen. 
Der Körperkreislauf  beginnt mit der Austreibung des sauerstoffreichen Blutes aus der linken Herzkammer bei der Herzkontraktion in die große Körperschlagader, die Aorta. Von der Aorta zweigen alle anderen großen Schlagadern ab. Diese teilen sich in immer kleinere Arterien, schließlich in Arteriolen, welche in die Kapillaren übergehen. In diesen findet der Austausch von Sauerstoff, Nährstoffen und Stoffwechselendprodukten mit den Geweben statt. 
Die Kapillaren gehen danach in die Venolen über, feine Blutgefäße, die das nach dem Stoffaustausch sauerstoffarme Blut sammeln. Die Venolen verbinden sich herzwärts zu den im Vergleich im Durchmesser größeren Venen, die schließlich in die obere bzw. untere Hohlvene und Vena azygos münden. Diese beiden größten Venen führen das Blut zurück zur rechten Herzhälfte in den rechten Vorhof des Herzens (lat. atrium dextrum). 
Beim Menschen ist in den Venen des Bauchbereichs noch die Pfortader (Vena portae) zwischengeschaltet.
Der Körperkreislauf verbindet die linke Herzhälfte bei der Durchblutung des Körpers mit dem rechten Vorhof. Beim Lungenkreislauf fließt sauerstoffarmes Blut von der rechten Kammer durch die Lungen (Gasaustausch mit der Atemluft) zum linken Vorhof:
Der Körperkreislauf insgesamt: linke Kammer - Aorta - Arterien - Kapillare - alle durchblutete Organe oder Gewebe - Venen - Hohlvenen - rechter Vorhof - rechte Kammer
Der Lungenkreislauf: rechte Kammer(sauerstoffarmes Blut) - Lungenarterien (mit sauerstoffarmem Blut) - Lungenkapillaren (und Gasaustausch in den Lungenbläschen-Alveolen) - Lungenvene (sauerstoffreiches Blut) - linker Vorhof (lat. atrium sinistrum)